# Sechsundzwanzig
Die Sechsundzwanzig (26) ist die natürliche Zahl zwischen Fünfundzwanzig und Siebenundzwanzig. Sie ist gerade.

## Mathematische Bedeutung
Pierre de Fermat erkannte, dass die 26 unmittelbar zwischen einer Quadratzahl ({\displaystyle 25=5^{2}}) und einer Kubikzahl ({\displaystyle 27=3^{3}}) liegt. Es gelang ihm schließlich nach einigen Tagen mit einem anspruchsvollen mathematischen Beweis klarzustellen, dass dieses Kriterium auf keine andere Zahl zutrifft. Fermat gab diese Tatsache der Mathematikergemeinde bekannt, verschwieg allerdings seinen eigenen Beweis, vermutlich um die Kollegen zu „testen“. Die Beweisführung war allerdings so kompliziert, dass die zeitgenössischen Mathematiker Wallis und Digby, die versuchten, die These selbst zu beweisen, aufgeben mussten.

## Religiöse Bedeutung
Das hebräische Tetragramm יהוה (JHWH, deutsch meist als Jahwe oder Jehovah wiedergegeben), das den Namen Gottes im Tanach bezeichnet, bildet mit den Zahlwerten der vier Buchstaben, die auch hebräische Zahlzeichen sind, die Summe 26. In der Gematrie, der jüdischen mystischen Buchstabenauslegung, kann daher „Gott“ als 26 interpretiert werden. 
Nach jüdischer Überlieferung soll Moses in der 26. Generation seit der Schöpfung durch Gott die Tora erhalten haben.

## Sonstiges
Das lateinische Alphabet hat 26 Buchstaben.
Es ist eine der nur zwei Dimensionsanzahlen (die andere ist 10), mit der die Stringtheorie mathematisch möglich ist.